# 플라자 카르소

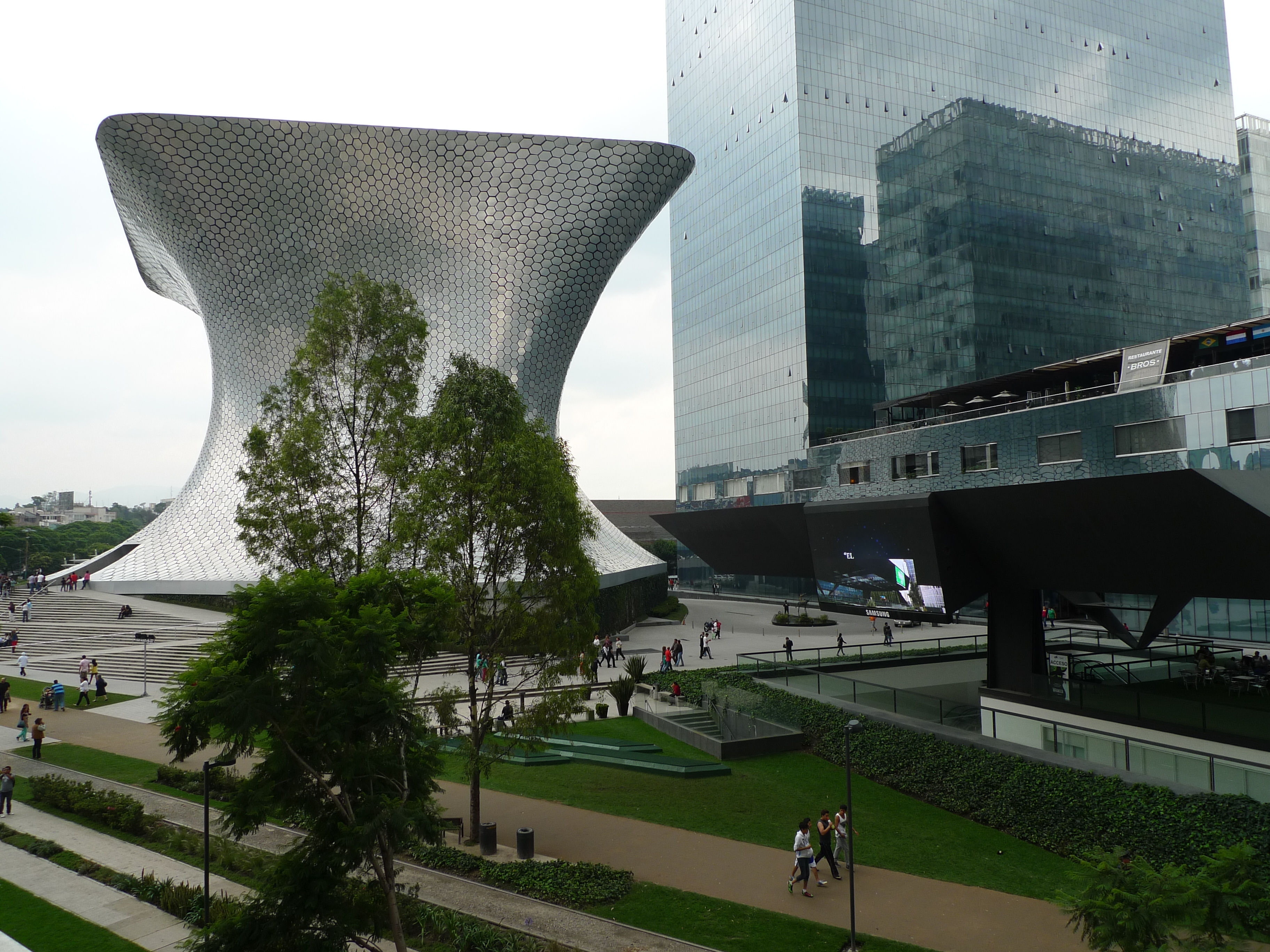

플라자 카르소(Plaza Carso)는 억만장자 카를로스 슬림의 지원을 받아 멕시코시티 미구엘 이달고의 누에보 폴랑코 지역에 위치한 대규모 복합 용도 개발 프로젝트이다. 단지의 총 비용은 8억 달러에서 14억 달러 사이로 추정된다. 이 단지는 라틴아메리카에서 가장 큰 복합 용도 개발이라고 주장한다. 이전 비트로 유리 공장 부지에 지어졌다.